# Concertant
Concertante muziek wordt alleen uitgevoerd door musici, instrument(en) en/of stem(men), zoals een concerto, in tegenstelling tot een 'scenische' opvoering, waarbij ook op toneel   wordt geacteerd en/of gedanst met gebruik van kostuums en/of decor (zoals in een opera).
De term wordt vooral gebruikt voor versies van werken die oorspronkelijk wel scenisch geconcipieerd werden. Soms schrijft de componist of een arrangeur speciaal een ietwat aangepaste (eventueel verkorte en/of herschikte) versie van het werk, zoals vaak gebeurt bij balletten. Zie ook reductie.
Sommige werken zijn in scenische versie in onbruik, maar niet in concertante versie, zoals de vaak orkestraal gespeelde Boléro van Ravel, andere blijven in beiderlei uitvoeringen gangbaar. Soms wordt zelfs in een operahuis of ander (muziek)theater voor een concertante uitvoering geopteerd, om louter praktische en/of economische redenen.